# Фалк (бриг)
«Фалк» — 20-пушечный бриг Балтийского флота Российской империи, взятый в плен у Швеции в Финском заливе 2 (14) августа 1808 года эскадрой адмирала П. И. Ханыкова. Принимал участие в Русско-шведской войне 1808—1809 годов, Отечественной войне 1812 года и войне с Францией 1813—1814 годов.

## История службы
В 1809 году бриг крейсировал в Ботническом заливе, а в 1810 году выходил туда в практические плавания.
Во время войны с Францией в 1812 году крейсировал в районе Аландских островов, а в 1813 году перешёл из Свеаборга к Риге, после чего соединился с эскадрой, блокировавшей Данциг. Зиму 1813—1814 года бриг провёл в Мемеле, а в 1814 году ушёл в Пиллау, потом — в Свеаборг.
В 1816—1818 годах корабль осуществлял практические плавания в Финском и Ботническом заливах.

### Гибель
20 октября 1818 года по пути из Кронштадта в Свеаборг бриг попал под действие встречного ветра. Отданный якорь повредил борт, в результате чего открылась сильная течь. Командир Щочкин повернул корабль к Толбухину маяку, но бриг сел на мель. Для облегчения судна были срублены мачты, но вода всё равно прибывала и экипаж мог находиться только на корме. В заливе было сильное волнение, а температура воздуха —5 градусов. Помощь подоспела лишь утром, когда из всех членов экипажа в живых осталось только два человека.

## Командиры
Бриг «Фалк» в разное время ходил под командованием следующих капитанов:
1. 1809—1810 — Ф. И. Командоров
2. 1812—1814 — И. В. Перелешин
3. 1816 — Д. В. Теглев
4. до 20.10.1818 — С. М. Щочкин